# Yaylacık, Antakya
Yaylacık là một xã thuộc thành phố Antakya, tỉnh Hatay, Thổ Nhĩ Kỳ. Dân số thời điểm năm 2011 là 663 người.